# Yocelyn Cisternas
Yocelyn Andrea Cisternas Canelo (Quillota,Chile, 20 de mayo de 1993), es una futbolista chilena que juega como mediocampista. Actualmente juega en Santiago Morning de la Primera División de fútbol femenino de Chile.

## Carrera
Participa en campeonatos profesionales por el equipo de Unión La Calera. El año 2011 participa en la rama femenina de fútbol de Cobreloa.

## Selección nacional
El año 2010 participa en la Copa Mundial Femenina de Fútbol Sub-17 de 2010 disputando 3 partidos, las seleccionadas Chilenas no pudieron superar la fase de grupos.
En el año 2011 es seleccionada en encuentros preparatorios para participar en los Fútbol en los Juegos Panamericanos de 2011.

### Participaciones en Copas del Mundo
| Mundial                                        | Sede              | Resultado    | Partidos | Goles |
| ---------------------------------------------- | ----------------- | ------------ | -------- | ----- |
| Copa Mundial Femenina de Fútbol Sub-17 de 2010 | Trinidad y Tobago | Primera fase | 3        | 0     |

## Clubes
| Club             | País  | Año       |
| ---------------- | ----- | --------- |
| Unión La Calera  | Chile | 2009-2010 |
| Cobreloa         | Chile | 2011-2012 |
| Santiago Morning | Chile | 2013-2021 |
| Palestino        | Chile | 2022-2023 |
| Audax Italiano   | Chile | 2024      |
| Santiago Morning | Chile | 2025-     |